# 唐景崧
唐景崧（1841年—1903年），字維卿，又字薇卿，號南注、南注生，又號請纓客。清朝政治人物，廣西省桂林府灌陽縣人。同治年間以進士入詞林，改吏部主事。中法戰爭期間，請纓南下越南，招撫黑旗軍劉永福，且領軍與法軍激戰有功，歷升道員、布政使，署末代臺灣巡撫。光緒二十一年（1895年）臺灣割讓予日本後，曾短暫出任臺灣民主國大总统八天。後因日本軍隊從澳底登陸，唐景崧得知此消息，便攜帶銀兩逃回中國大陸。

## 生平

### 初入仕途
道光二十一年（1841年），唐景崧生於桂林府灌陽縣一個書香之家。其父唐懋功，舉人出身，但入仕無門，以課館爲業。唐景崧幼時家境貧寒，母親早逝，與弟唐景崇、唐景崶三人均刻苦讀書不倦。後來，唐懋功被桂林王姓富商聘爲私塾教師，兄弟三人隨同前往。咸豐十一年（1861年），唐景崧中式辛酉科廣西鄉試第一名舉人（解元）。同治四年（1865年），考取乙丑科二甲第八名進士，選翰林院庶吉士，散館改吏部主事，多年不得升遷。

### 請纓抗法
光緒八年（1882年），法國與越南發生衝突，河內和南定等地相繼失陷。唐景崧主動請纓，自薦前往越南，招撫天地會首領劉永福及其黑旗軍。朝廷降旨，令其聽雲貴總督岑毓英差遣。唐景崧先到廣東，拜謁曾國荃，得到資助出關。次年到達越南保勝，會見劉永福，成功勸其內附，功賞四品卿銜。

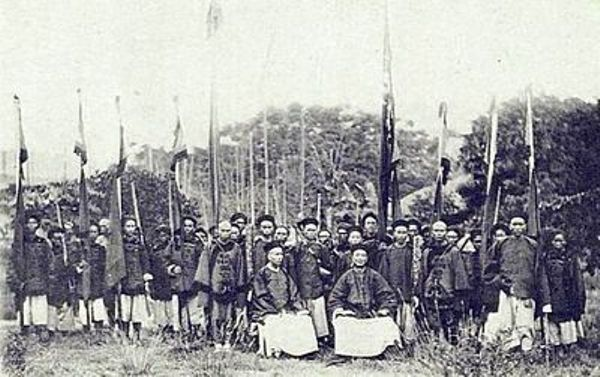
中法戰爭期間的清朝軍隊

光緒十年（1884年）中法戰爭時，唐景崧駐軍兴化。北寧告急，岑毓英命其與劉永福救援。此後，奉張之洞之命募勇入關，編成四營，號“景字軍”，迎戰法軍，挫敵鋒芒，岑毓英賞識景崧才幹，又撥潘德繼之滇軍聽其指揮。唐景崧兵力日益雄厚，進軍三江口。不久，法軍進攻劉永福軍吳鳳典營，景崧馳騁援助，大獲全勝。清軍進逼宣光，會同桂軍等，攻城數月。法軍拼死抵抗，清軍久攻不下。唐景崧擔心後援被切斷，於是退兵。繼而朝廷下旨停戰，唐景崧即帶兵入關。因功賞花翎，賜號“霍伽春巴圖魯”，加二品秩，任福建臺灣道。

### 經略臺灣
光緒十三年（1887年），唐景崧正式到臺任職。他頗好文事，聘請施士浩主講海東書院，對庠生頗為禮遇。還修葺道台官署內舊有之斐亭，組成「斐亭吟社」，閒暇時邀請同僚、下屬舉行詩文酒會。
光緒十七年（1891年），唐景崧升任臺灣布政使，改駐臺北。又時邀名士吟詠於官署，詩會時曾由海上運來數十盆牡丹，遂名為「牡丹詩社」，亦多作詩鐘。光緒十九年（1893年），取歷年唱稿，分門編輯，錄佳作十卷，命名《詩畸》，為臺灣詩鐘選集之濫觴。作品1301聯，律詩68首，另包括宦台及本省名士佳作，如施士浩、丘逢甲、汪春源、林啟東及淡水舉人黃宗鼎等56人之作品。唐景崧在臺南及臺北帶動地方文風，有功於詩歌傳播。此後，飭纂《臺灣通志》，自任監督。

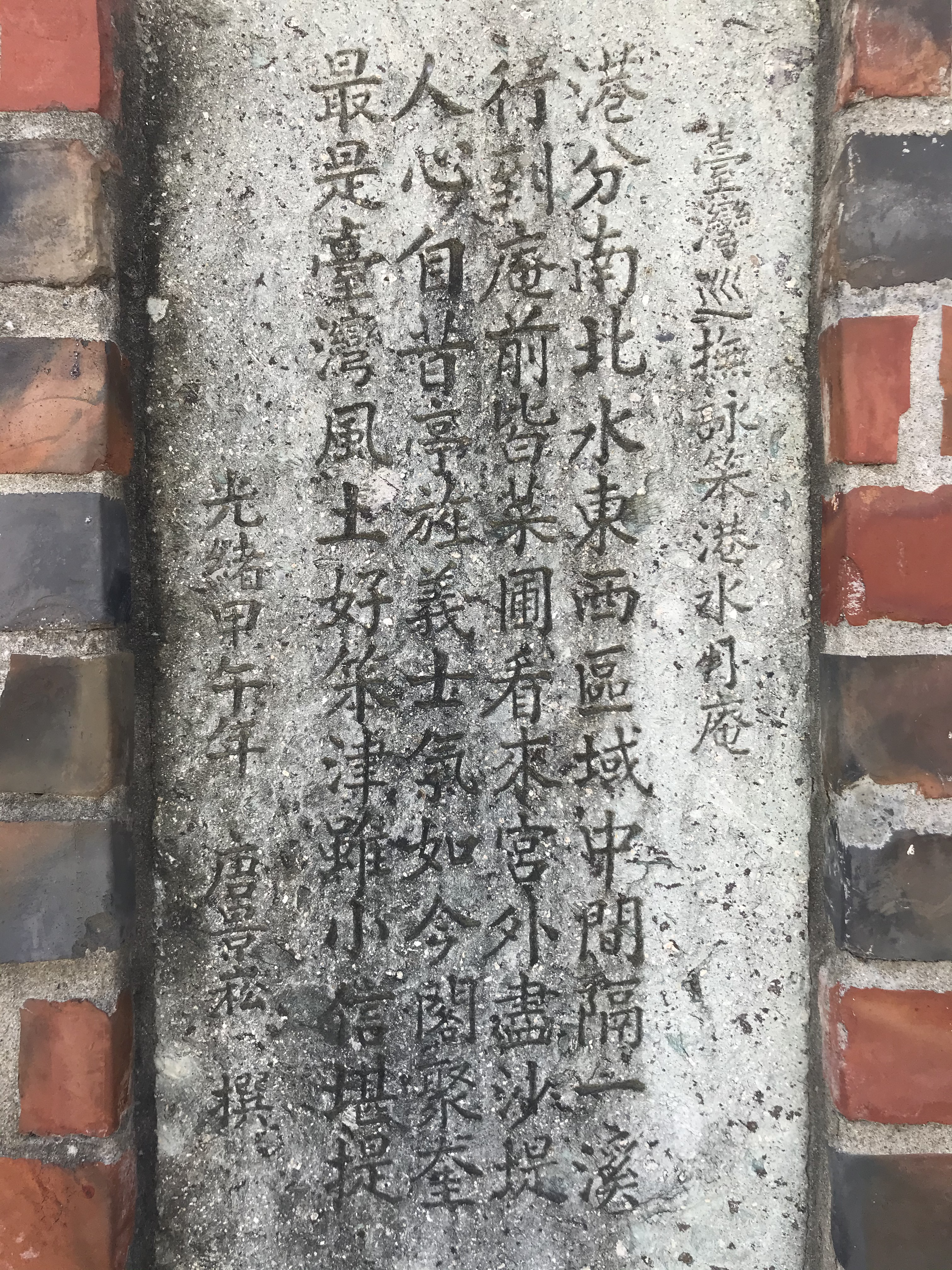
唐景崧詠南壇水月庵詩

光緒二十年（1894年），日本在朝鮮尋釁，與清朝開戰，甲午戰爭爆發。朝廷以臺灣為東南重鎮，命劉永福率兵至臺防守。八月，唐景崧與到達的劉永福商議軍事。九月，臺灣巡撫邵友濂辭職，唐景崧署任臺灣巡撫。一說邵友濂設法請調湖南巡撫；直到1895年5月7日才正式批准，這期間唐景崧暫代職務。上任伊始，即整飭軍政，命劉永福鎮守臺南，棟軍統領林朝棟鎮守臺中。

然而，光緒二十一年春，日軍攻破澎湖，守將周振邦潛逃。清軍節節敗退，命李鴻章赴日議和。三月二十三日（1895年4月17日），李鴻章與日本首相伊藤博文簽訂《馬關條約》，割讓臺灣。民眾激憤，上書景崧：
“萬民誓不服倭，割亦死，拒亦死，寧先死於亂民之手，不願死於倭人手。”

五月初二（5月25日），士紳丘逢甲等擁立唐景崧爲臺灣民主國總統。唐景崧身著朝服而出，「遙拜宮闕方向謝罪，然後北面受任，大哭而入」，就任總統，劉永福為大將軍，年號“永清”（代表著永遠效忠清朝）。

五月初十（6月2日），清廷割臺特使，李鴻章之子李經芳在臺灣基隆外海的日本軍艦上，正式與日本海軍大將樺山資紀辦理交割事宜。次日，日軍攻陷基隆之後，唐景崧逃至滬尾（今淡水區）的德商得忌利士洋行（Douglas Lapraik & Co），後來與陳季同乘德國籍輪船鴨打號（Arthur）棄職逃亡至廈門。

### 晚年
唐景崧內渡中國本部後，清廷念其舊功而並未降罪，僅命其休致返鄉，但聲望從此一落千丈。唐景崧回桂林後重拾早年對戲劇的喜愛，創出廣西的桂劇。光緒二十九年（1903年），卒於桂林，享年63歲。

## 家族
唐景崧之父唐懋功教子有方，同治至光緒初年，唐景崧、景崇和景崶三兄弟相繼考中進士，且都選入翰林院，以“同胞三翰林”之譽榮耀一時。
唐景崧有運溥（字度周）、運涵（字佩馴）、運深（字晉端）、運澤（字葆厚）四子。
唐景崧孫女，運澤長女唐篔是史學家陳寅恪之妻。

## 佚事
- 雖然唐景崧、景崇、景崶聯捷科第，唐懋功本人卻屢次應會試不第，憤懣不已。由於翰林經常出任會試考官，每逢考期降至，唐懋功都會堵坐在家門前，不許兒子們前往，以免分到閱卷任務，導致自己作為考官親父，需要迴避而喪失應考機會。不久，朝廷以其子為官，下達封誥。按規定，榮膺封誥者，從此便不得再赴科舉。唐懋功因此怒不可遏，手持大棍追打三個兒子，唐景崧兄弟倉皇逃出家門，又請鄉人再三勸慰，唐懋功方才作罷[19]。

- 胡適之父胡傳曾任臺東知州，臺灣割讓後內渡。1931年9月，胡適曾寫過一首詩《題唐景崧先生遺墨》給陳寅恪[20]：

南天民主國，回首一傷神。
黑虎今何在，黃龍亦已陳。
幾枝無用筆，半打有心人，
畢竟天難補，滔滔四十春。

## 遺跡
唐景崧故居唐景崧故居位於今桂林市灌陽縣新街镇江口村。故居爲清代磚木穿斗式建築，占地面積約410平方米，梁、枋、門等雕刻精美。現為灌陽縣县级文物保护单位，近年来得到部分修缮。
唐景崧五美堂别墅遗址唐景崧五美堂别墅遗址在今桂林市榕湖旁，遗址尚存一面墙，上面的雕刻极其精美。遗址旁边立有他的塑像，有一石刻，上书“唐景崧（1841-1903），桂林灌阳人，清同治四年（1865年）进士，精通诗文音律。历任吏部候补主事、台湾布政使、台湾巡抚。中日甲午战争爆发后，清政府被迫签订《马关条约》割让台湾。唐景崧组织台湾军民抵抗日军侵台，基隆失守后回到桂林。在此建五美堂别墅，内有戏台、书房、藏书楼、花园。唐景崧晚年于此潜心研究戏剧，组织桂剧社团“桂林春班”，课徙授艺，亲自编写、修改剧本，改编了桂剧剧目40出，著有《看棋亭杂剧》，供戏班演出，是桂剧史上第一位剧作家和奠基人之一。桂剧由此逐步走向成熟，经后人不断改革发展，成为广西代表性剧种，并进入中国十大剧种行列。”五美堂别墅遗址的不远处，就是五美路。

### 書目
- 《清代職官年表》
- 《清代官員履歷檔案全編》
- （清）法式善等，《清秘述聞三種》，中華書局，清代史料筆記叢刊，ISBN 7101017428
- 趙爾巽等，《清史稿》
- 連橫，《臺灣通史》
- 〈唐景崧〉，翁聖峯，《台灣文學辭典》
- 《清稗類鈔》

## 延伸阅读
[在维基数据编辑]
 《清史稿·卷463》，出自趙爾巽《清史稿》
 在维基共享资源阅览影像

## 外部連結
- 唐景崧 （页面存档备份，存于） 中研院史語所
- 邸永君，大起大落唐景崧[永久] 社科院民族所
- 广西唯一的同胞三翰林——唐景崧、唐景崇、唐景崶 广西地情网